# Rudolph Abraham Schutt
Rudolph Abraham Schutt (Utrecht, 5 augustus 1747 – aldaar, 22 juli 1829) was een burgemeester van Utrecht van 1815 tot 1816.

## Loopbaan
Schut studeerde rechten en promoveerde in 1771 in Utrecht.
Van 1787 tot 1795 had hij zitting in de raad van Utrecht en in deze periode was hij regelmatig namens Utrecht buitengewoon gedeputeerde in de Staten van Utrecht en van tijd tot tijd schepen en bij uitzondering gedeputeerde in het college van Financiën van de stad Utrecht.
Vanaf maart 1803 was hij schepen, met een bezoldiging van 2000 gulden.
Hij werd in 1812 lid van de Municipale Raad.
Van 1815-1816 was hij burgemeester van Utrecht
Omstreeks 1824-1829 werkte hij als wethouder te Utrecht
Van 6 juli 1824 tot aan zijn dood was hij lid van de provinciale Staten van Utrecht, namens de stedelijke stand van Utrecht

## Familie
Rudolph Abraham Schutt was een zoon van Jacob Schutt, medicus in Utrecht, en Margaretha Duurkant. Hij bleef ongehuwd.